# Cratere Güimar
Güimar è un cratere sulla superficie di Marte.